# Minamoto no Shunrai
Minamoto no Shunrai est un nom japonais traditionnel ; le nom de famille (ou le nom d'école), Minamoto no, précède donc le prénom (ou le nom d'artiste).
Minamoto no Shunrai aussi appelé Minamoto Toshiyori (源 俊頼, - le prénom en kanji peut se prononcer Shunrai ou Toshiyori selon la lecture choisie)
(1055 – 29 janvier 1129) est un important et novateur poète japonais de la fin de l'époque de Heian qui compile le Gosen Wakashū. 

## Biographie
Troisième fils de Minamoto no Tsunenobu (1016–1097), Toshiyori passe les quarante premières années de sa vie dans sa ville natale à Kyūshū où son père est gouverneur. C'est alors seulement qu'il vient à la cour de l'empereur Horikawa où il est considéré comme excentrique. Il est titulaire du deuxième rang de cour et du poste de grand conseiller. 
Shunrai est favorisé par l'empereur Go-Sanjo et à un moindre degré par l'empereur Shirakawa, en grande partie pour des raisons politiques. À cette époque, la famille Fujiwara domine le pays et sa branche, la famille Rokujō, domine de semblable façon les cercles poétiques de la cour. En favorisant leurs rivaux, les empereurs ont ainsi la possibilité d'intervenir dans le jeu politique. Mais Shunrai n'est cependant pas retenu pour compiler le Goshūi Wakashū. Sa réaction polémique emportée intitulée Nan Goshūi (« erreurs dans le Goshūishū ») semble avoir d'une certaine façon convaincu l'empereur Shirakawa de le choisir en 1124 pour compiler l'anthologie impériale suivante, le Kin'yō Wakashū. Cette anthologie, quand elle est achevée vers 1127, entraîne Shunrai dans un litige et son Gosen Wakashū est particulièrement critiqué avec des surnoms peu flatteurs. Brower et Miner mentionne qu'un critique, Fujiwara no Akinaka (fl. 1100-1125) rédige un ouvrage maintenant perdu en dix parties, Ryōgyokushū (« Collection de véritables joyaux ») dont l'objet n'est autre que de moquer et critiquer le Kin'yō Wakashū.
En 1113, Toshiyori rédige le traité poétique connu sous le nom de « Toshiyori zuinō (俊頼髄脳) ». On retrouve l'intitulé "Zuinō" dans le titre du traité poétique  « Shinsen zuinō » de Fujiwara no Kintō. Ce mot peut être traduit littéralement par « moelle du cerveau » (myélencéphale) et désigne les essais sur la poésie qui visent à définir le principe, « l'esprit » de la poésie. 
Quand il est âgé, il est professeur et mentor du poète Fujiwara no Toshinari, qui lui témoigne toujours le plus grand respect. Son fils Shun'e Hoshi est aussi connu comme poète.
Quelques-uns de ses poèmes sont inclus dans l'anthologie Kin'yō Wakashū, une figure dans le Ogura Hyakunin Isshu (poème numéro 74), et un autre dans l'anthologie Hyakunin Shūka.

## Source
- p. 237, 242-243 du Japanese Court Poetry, Earl Miner, Robert H. Brower. 1961, Stanford University Press, LCCN 61-10925
- Peter McMillan (2008) One hundred poets, one poem each: a translation of the Ogura Hyakunin Isshu. New York: Columbia University Press.  (ISBN 9780231143981)